# Edwin Magnus
Edwin Magnus (* 17. Märzjul. / 29. März 1888greg. in Libau (Gouvernement Kurland); † 9. September 1974 in Wien)  war ein deutsch-lettischer Politiker (DbRP).

## Leben
Magnus war der Sohn eines Bankdirektors. Er besuchte das Gymnasium in Libau und studierte danach Rechtswissenschaften in Moskau. 1908 wurde er mit einer Goldmedaille ausgezeichnet. Er schloss das Studium mit der Promotion ab. Von 1908 bis 1911 war er Rechtsanwaltsgehilfe in Moskau und ab 1911 in Riga. Im Ersten Weltkrieg diente er als Offizier in der russischen Armee.
Nach der Februarrevolution wurde er (gemeinsam mit Vertretern des Arbeiter- und Soldatenrates) Mitglied der Kommission, die über das Schicksal der inhaftierten „Konterrevolutionären“ zu entscheiden hatte. Es gelang ihm, die Freilassung der meisten (überwiegend Deutschbalten) zu erreichen. Nach der Bildung der  Lettischen Sozialistischen Sowjetrepublik wurde er 1919 Freiwilliger in der Baltischen Landeswehr. Nach der Einnahme Rigas im Mai 1919 wurde er dort Stadthauptmann.
1918 gehörte er zu den Gründern des Lettischen Volksrats (Latvijas Tautas padome), der am 17. November 1918 gebildet wurde und tags darauf die Unabhängigkeit von Russland proklamierte. Vom 14. Juli 1919 bis zum 8. Dezember 1919 war er Justizminister im 2. Kabinett Ulmanis. Er nahm als Vertreter der Bank- und Industrieinteressen an den russisch-lettischen Friedensverhandlungen teil.
1920 war er Gründungsmitglied und 1920 bis 1932 Vorsitzender der Deutsch-baltischen Reform-Partei. Für diese war er Mitglied in der Konstituante und Stadtverordneter in Riga. Vom 24. Januar 1928 bis zum 1. Dezember 1928 war er im 3. Kabinett Ulmanis erneut Justizminister. Von 1933 bis 1938 war er Gesandter Lettlands in Wien.
Während des Zweiten Weltkriegs lebte er in Berlin-Wilmersdorf. Eine Einbürgerung in Deutschland stieß auf Schwierigkeiten, da er laut der Nationalsozialistischen Rassenideologie als „Mischling II. Grades“ eingestuft wurde. Nach dem Krieg zog er wieder nach Wien.